# Ново село (Сланица)
Вижте пояснителната страница за други значения на Ново село.
Ново село (на гръцки: Πλεύρωμα, Плеврома, до 1927 година  Γενή Κιόι, Йени Кьой, в превод Ново село) е село в Егейска Македония, Гърция, дем Въртокоп (Скидра), област Централна Македония.

## География
Селото е разположено на около 5 km южно от демовия център Въртокоп (Скидра) в областта Сланица и на около 18 km югоизточно от град Воден (Едеса), на 70 m надморска височина в североизточното подножие на планината Каракамен (рида Габер).

## История

### В Османската империя
Според Николаос Схинас („Οδοιπορικαί σημειώσεις Μακεδονίας, Ηπείρου, Νέας οροθετικής γραμμής και Θεσσαλίας“) в средата на 80-те години на XIX век Ново село (Νοβοσέλο) има 15 семейства християни.
В началото на XX век Ново село е малко българско селце във Воденска кааза на Османската империя. Според статистиката на Васил Кънчов („Македония. Етнография и статистика“) в 1900 година Ново село има 75 жители българи.
При избухването на Балканската война в 1912 година един човек от Ново село е доброволец в Македоно-одринското опълчение.

### В Гърция
По време на войната в селото влизат гръцки части и селото остава в Гърция след Междусъюзническата война в 1913 година. Според преброяването от 1913 година Ново село има 20 мъже и 16 жени.
Боривое Милоевич споменава в 1921 година („Южна Македония“) три села с името Ново Село - едното има 2 къщи християни славяни, другото е с 6 къщи славяни християни, а третото е с 20 къщи славяни християни.
В 20-те години в селото са заселени гърци бежанци от Понт и Източна Тракия. В 1928 година селото е смесено (местно-бежанско) с 27 бежански семейства и 114 жители бежанци. Броят на местните е малко по-голям от този на бежанците.
Тъй като има добре напоявано равнинно землище, селото е доста богато. Произвежда ябълки и праскови, както и арпаджик, копринени буби и пшеница.
| Година    | 1913 | 1920 | 1928 | 1940 | 1951 | 1961 | 1971 | 1981 | 1991 | 2001 | 2011 | 2021 |
| --------- | ---- | ---- | ---- | ---- | ---- | ---- | ---- | ---- | ---- | ---- | ---- | ---- |
| Население | 36   | 26   | 156  | 208  | 188  | 262  | 273  | 280  | 276  | 294  | 261  | 212  |

## Личности
Родени в Ново село
- Миро Панов (1892 – ?), опълченец от Македоно-одринското опълчение, Кукушката чета, 2 рота на 14 воденска дружина[9]